# Mars iz Todija
Mars iz Todija je etruščanski bronast kip iz poznega 5. stoletja pred našim štetjem ali iz začetka 4. stoletja pred našim štetjem. Predstavlja bojevnika z oklepom, ki bo ponudil libacijo (obredno zlivanje tekočin). Kip je pomemben primer etruščanske umetnosti in je eden redkih ohranjenih velikih bronastih del. Skulptura je bila odkrita v 19. stoletju in je zdaj v Museo Gregoriano Etrusco, delu Vatikanskih muzejev v Vatikanu v Rimu.

## Opis
Skoraj naravne velikosti je kip visok 1,41 m, ulit iz več delov s tehniko izgubljenega voska in nato spajkan, z vložki iz različnih materialov. Na sliki je prikazan bojevnik v popolnem oklepu, ki bo pred bitko ponudil libacijo. Z desno roko je držal libacijsko skodelico (patera), ki je bila najdena skupaj s kipom. Z levo roko se je naslonil na železno sulico. Patera in ostanki kopja so bili ohranjeni in prikazani v vitrini. Bronast kip je očitno imel čelado, ki je do sedaj ni bilo mogoče najti. Na obrazu ima začrtane oči in kaže nasmejan obraz. Teža figure je premaknjena na desno nogo, leva je jasno nagnjena. Ta položaj se imenuje kontrapost.
Kip, očitno ustvarjen v etruščanski delavnici, spominja na kipe grškega klasičnega obdobja od 450 do 425 pr. n. št., še posebej šole kiparja Fidije. Obstajajo tudi navedbe, da je delo Polikletove delavnice. Tehnično je kip podoben grškim modelom ampak poza je malo nerodna, z videzom dolgočasja namesto samozavesti. Obstaja tudi moteča neskladnost med nežnostjo rok, nogami in oblačili ter grobostjo oteklega vratu in brezkončnih stegen. Tako kot pri drugih etruščanskih delih je površina telesa brez upoštevanja osnovne strukture kosti in mišic. Pomanjkanje junaške golote tega dela ga razlikuje od njegovih grških modelov. V etruščanskih skulpturah in slikarstvu so predvsem osebe z nizkim statusom, kot so služabniki in sužnji, prikazane brez oblačil.

## Odkritje
Bronast kip je bil najden leta 1835 v dolini reke Tibere na pobočjih Monte Santo, blizu Todija med Rimom in Firencami. Tam je bil zakopana v antiki med dvema ali štirimi bloki iz travertina. Robovi in glava so bili ločeni od telesa in dodani pozneje. Leta 1836 je bronast kip prevzela papeška država. Danski kipar Bertel Thorvaldsen je dodal kipu čelado, ki je bila kasneje odstranjena.
- Mars iz Todija s čelado
- Podrobnost

## Napis
Na dnu oklepa je napis, vgraviran v Umbriji z etruščanskimi črkami. V skladu s pisnimi navadami Etruščanov je napis napisan z desne na levo z obrnjenimi črkami.
- Podrobnost
- Napis

Prepisano se bere:
AHAL TRUTITIS DUNUM DEDE
Omeniti je treba uporabo črke D, ki v etruščanski abecedi manjka, saj se ustrezni D-zvok ne pojavlja v etruščanskem jeziku. Umbrijci so za svoje napise uporabili prve etruščanske, kasnejše latinske črke. Zato ni mogoče natančno pojasniti ali je napis v umbrijščini ali etruščanščini.
Zdi se, da je AHAL TRUTITIS ime osebe keltskega porekla. DUNUM je tožilnik, in pomeni darilo. DEDE je tretja oseba glagola in pomeni je dal. Rezultat prevajanja bi bil:
Ahal Trutitis je dal to kot votivni dar.
Umbrijski jezik je povezan z oskijščino in je podoben latinščini. Napis bi končal v latinici z DONUM DEDIT.

## Razlaga
Etruščani so bili spretni kovači in Orvieto (etruščansko Velzna, latinsko Volsinii) je bil znan po proizvodnji bronastih kipov. Rimljani naj bi odstranili 2000 bronastih del iz Volsiniija, ko so ga leta 265 pr. n. št. osvojili. Mars iz Todija bi zato lahko bil izdelan tam. Možno je tudi, da je bila bronasta figura izdelana v Perugii (etruščansko Persna) ali v Todi (umbrijsko Tutere, latinsko Tuder). Obe mesti sta bili tudi znani po izjemnih bronastih delih. Umbrijsko mesto Todi je bilo kulturno in politično pod vplivom Etruščanov. Napis v umbrijščini kaže, da je bil kip namenjen umbrijskem trgu.
Religija starodavne Italije se je močno opirala na votivne darove. Z daritvijo templju ali svetišču je bilo treba potrditi sporazum med darovalcem in božanstvom. Votivni dar je bil lahko celo  prestižno delo kot je Mars iz Todija ali skromen predmet iz vsakdanjega življenja. Domnevajo, da je bil kip namenjen bogu vojne. Za Etruščane je bil to Laran, kot so Rimljani imeli boga vojne Marsa. Libacija pred bitko je bila priložnost, da se zahvali bogu vojne in ga prosi za podporo in uspeh v bitki.
Lahko pa bi bronast kip predstavljal tudi boga vojne, kot že ime pove, Mars iz Todija. Za to govori kombinacija oklepa in skodelica za libacijo kot atribut božanstva. Zasnova bronastih skulptur v klasičnem slogu kaže, da je bil umetnik seznanjen s konvencijami mediteranskega sloga. Če je kip le podoba smrtnika, bi dvigajoča leva roka ob spremljavi darovanja pomenila  molitev. Okoliščine govorijo tudi za zastopanje božanstva. Figura je bila skrbno pokopana kot pogreb, v antičnem svetu običajen proces, ko je bil oskrunjen kultni kip, na primer z udarom strele. Morda je bron stal kot kip boga na stopnicah in padel, tako da je bil potreben ritual pogreba.
V raziskavah je zastopano posredniško mesto: Mars iz Todija je bil sprva votivni dar Ahal Trutitis in sekundarno uporabljen kot kultna podoba boga vojne. Da je bil ustanovitelj verjetno keltskega izvora, daje posvetilo etruščanskemu artefaktu svetovljanski element v umbrijskem svetišči in je dokaz heterogene kulture na italijanskem polotoku v tistem času.